# ایرینا-کاملیا بگو
 ایرینا-کاملیا بگو (انگلیسی: Irina-Camelia Begu؛ زادهٔ ۲۶ اوت ۱۹۹۰) یک تنیس‌باز اهل رومانی است. 